# Invictus (poème)
Pour les articles homonymes, voir Invictus.
Invictus est un court poème de l'écrivain britannique William Ernest Henley qui fut cité à de très nombreuses reprises dans la culture populaire anglophone, ce qui contribua à le rendre célèbre. C'était le poème préféré de Nelson Mandela. Il est notamment repris dans le film Invictus de Clint Eastwood.

## Publication
Le titre latin signifie « invaincu, dont on ne triomphe pas, invincible » et se fonde sur la propre expérience de l'auteur puisque ce poème fut écrit en 1875 sur son lit d'hôpital, à la suite de son amputation du pied. William Henley disait lui-même que ce poème était une démonstration de sa résistance à la douleur consécutive à son amputation.
Lorsque le texte est écrit, William Henley a vingt-cinq ans. Il survivra à son opération et vivra avec un seul pied jusqu'à l'âge de cinquante-trois ans. Ce poème est publié pour la première fois en 1888 dans un recueil d'Henley, au sein d'une série de quatre textes sur la vie et la mort. À l’origine, ce poème ne possédait pas de titre, celui-ci fut ajouté par Arthur Quiller-Couch en 1900.

## Portée philosophique du poème
Comme le célèbre poème If de Rudyard Kipling (traduit par André Maurois sous le titre Tu seras un homme, mon fils, qui est la traduction du vers final du poème), Invictus est souvent cité en exemple pour illustrer le stoïcisme victorien. Caractérisé par le devoir de retenue des émotions (stiff upper lip) et mis en exergue par le système éducatif des public school, ce stoïcisme s’est répandu dans les couches élevées de la société britannique et a créé l'image parfois perçue d'un peuple britannique dénué d'émotions.
Cela dit, les valeurs du stoïcisme exaltées par le poème (résistance à la douleur, absence de peur de la mort, maîtrise de soi et de ses actes), sont aussi celles de l'Épicurisme. L’éthique de l’épicurisme repose en effet sur quatre règles (le tetrapharmakos) qui sont de ne pas craindre les dieux (puisqu’ils vivent dans un monde qui n’interfère pas avec les hommes), ni la mort (qui ne fait pas souffrir), ni la douleur (par la volonté on peut la limiter) et de ne pas faire d’excès (de plaisirs).
Si l’épicurisme et le stoïcisme ont le même objectif, la recherche du bonheur par la tranquillité de l’âme, ces philosophies se distinguent dans leur vision du monde et leur morale. Les stoïciens ont une vision panthéiste tandis que les épicuriens une vision matérialiste. Les premiers sont investis par l'ordre du monde, les seconds simplement par eux-mêmes et leur entourage.
La personnalité de Henley laisse penser à un homme plus proche de l'épicurisme que du stoïcisme, puisque Lloyd Osbourne le décrit ainsi : « … Un grand et rayonnant gaillard, large d'épaules, avec une grosse barbe rousse et une béquille ; jovial, d’une intelligence extraordinaire, et d'un rire semblable à un roulement de tambour ; d’une vitalité et d’un feu inimaginable, il fascinait ».
Par contre, si le poème a soutenu et inspiré Nelson Mandela pendant 27 années de captivité, nul doute que c'est l'évocation du stoïcisme qui a résonné en lui .

## Texte
| Texte en anglais de 1931 | Traduction traditionnelle | Traduction par Nicolas Mourguye pour la série Les Frères Scott | Traduction dans le film Invictus |
| --- | --- | --- | --- |
| Out of the night that covers me, Black as the pit from pole to pole, I thank whatever gods may be For my unconquerable soul. In the fell clutch of circumstance I have not winced nor cried aloud. Under the bludgeonings of chance My head is bloody, but unbowed. Beyond this place of wrath and tears Looms but the Horror of the shade, And yet the menace of the years Finds and shall find me unafraid. It matters not how strait the gate, How charged with punishments the scroll, I am the master of my fate : I am the captain of my soul. | Dans les ténèbres qui m’enserrent, Noires comme un puits où l’on se noie, Je rends grâce à Dieu quel qu’il soit, Pour mon âme invincible et fière. Dans de cruelles circonstances, Je n’ai ni gémi ni pleuré, Sous les coups du hasard, Ma tête saigne mais reste droite. En ce lieu de colère et de pleurs, Se profile l’ombre de la mort, Et bien que les années menacent, Je suis et je resterai sans peur. Aussi étroit soit le chemin, Nombreux les châtiments infâmes, Je suis le maître de mon destin, Je suis le capitaine de mon âme. | Dans la nuit qui m'environne, Dans les ténèbres qui m'enserrent, Je loue les Dieux qui me donnent Une âme à la fois noble et fière. Prisonnier de ma situation, Je ne veux pas me rebeller. Meurtri par les tribulations, Je suis debout bien que blessé. En ce lieu d'opprobre et de pleurs, Je ne vois qu'horreur et ombre. Les années s'annoncent sombres, Mais je ne connaîtrai pas la peur. Aussi étroit soit le chemin, Bien qu'on m'accuse et qu'on me blâme, Je suis le maître de mon destin, Le capitaine de mon âme. | Dans les ténèbres qui m’enserrent, Noires comme un puits où l’on se noie, Je rends grâce aux dieux quels qu’ils soient, Pour mon âme invincible et fière, Dans de cruelles circonstances, Je n’ai ni gémi ni pleuré, Meurtri par cette existence, Je suis debout bien que blessé, En ce lieu de colère et de pleurs, Se profile l’ombre de la mort, Et je ne sais ce que me réserve le sort, Mais je suis et je resterai sans peur, Aussi étroit soit le chemin, Nombreux les châtiments infâmes, Je suis le maître de mon destin, Je suis le capitaine de mon âme. |

## Postérité
Le tueur de masse suprémaciste Timothy McVeigh a demandé que ce poème soit distribué aux personnes présentes à son exécution (il ne l'a pas dit).
Ce poème joue un grand rôle dans la vie de Nelson Mandela durant sa période d'incarcération à Robben Island. À ce titre, il donne son nom au film Invictus.
On retrouve également une référence à ce poème dans le livre Réfléchissez et devenez riche de l'écrivain Napoleon Hill.
Il est également cité par le psychiatre Parris Mitchell (joué par Robert Cummings) dans le film Crimes sans châtiment à son ami Drake McHugh (joué par Ronald Reagan) avant de lui révéler que son amputation n'était pas nécessaire.
Plusieurs références à ce poème se retrouvent dans la première saison et lors de l'épisode 6 de la troisième saison de la série Les Frères Scott.
Le deuxième quatrain du poème est cité dans le jeu vidéo Mass Effect 3 par le personnage d'Ashley Williams.
Le dernier quatrain est cité dans le film Imperium de 2016.
Il est aussi repris dans le livre Cœur brisé par la maladie d'Adrien Michon.
L'artiste TheLvPringles a également repris ce poème dans une de ces chansons de l’album intitulé Let's Ride.
Des extraits de ce poème sont cités dans le roman Le Quatrième Soupirail de Marie-Sabine Roger.
Pelham Grenville Wodehouse l'évoque dans Toujours prêt, Jeeves ? (Jeeves and the Feudal Spirit, 1954).
Le poème a inspiré les Jeux Invictus, jeux multisports internationaux pour soldats blessés et handicapés.
En 1998, le groupe de heavy metal Virgin Steele sort un album intitulé Invictus, inspiré en partie par le poème, dans la chanson titre, Invictus, on trouve le vers « I am the king of my soul », référence directe au vers « I am the captain of my soul » du poème.
On retrouve également un clin d'œil dans le titre Lust for Life de Lana del Rey et The Weeknd (Cause we're the masters of our own fate, We're the captains of our own souls).
La chanson Believer du groupe de musique Imagine Dragons reprend les derniers vers en les modifiant (« I'm the one at the sail, I'm the master of my sea »).
Il est aussi intégralement lu dans la scène de fin de l'épisode 8, saison 5, de la série The Blacklist.
Il est récité par le chirurgien cardiaque (Dr. Floyd Reynolds joué par Jocko Sims) comme un rituel avant d’opérer dans la série américaine New Amsterdam, saison 1, épisodes 2 et 15 ainsi que l’épisode 14 de la saison 4.
Il est aussi cité par le personnage Napoléon dans l'épisode 3 de la saison 1 de Nine perfect strangers.
On y fait également référence dans le livre P.S. : tu me manques de Brigid Kemmerer.
Dans la série de livres pour adolescents Rush écrite par Phillip Gwynne, des extraits du poème sont utilisés comme énigme à résoudre au fil des livres de la saga.
Dans le film The Big Short, on voit furtivement apparaitre un poster avec la citation « Im the master of my fate, Im the captain of my soul » dans le bureau de Michael Burry.